# 西罗亚池

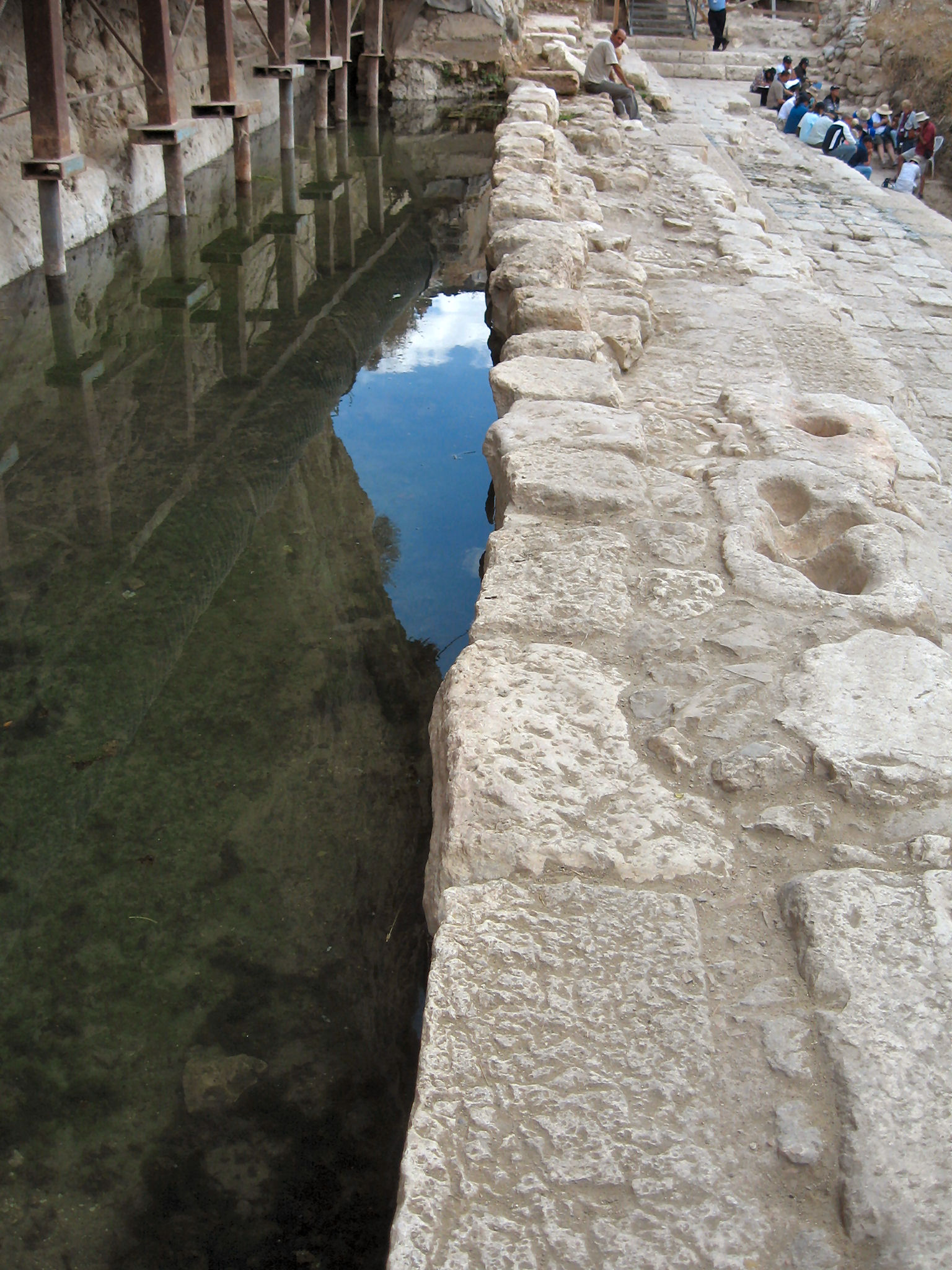
下池

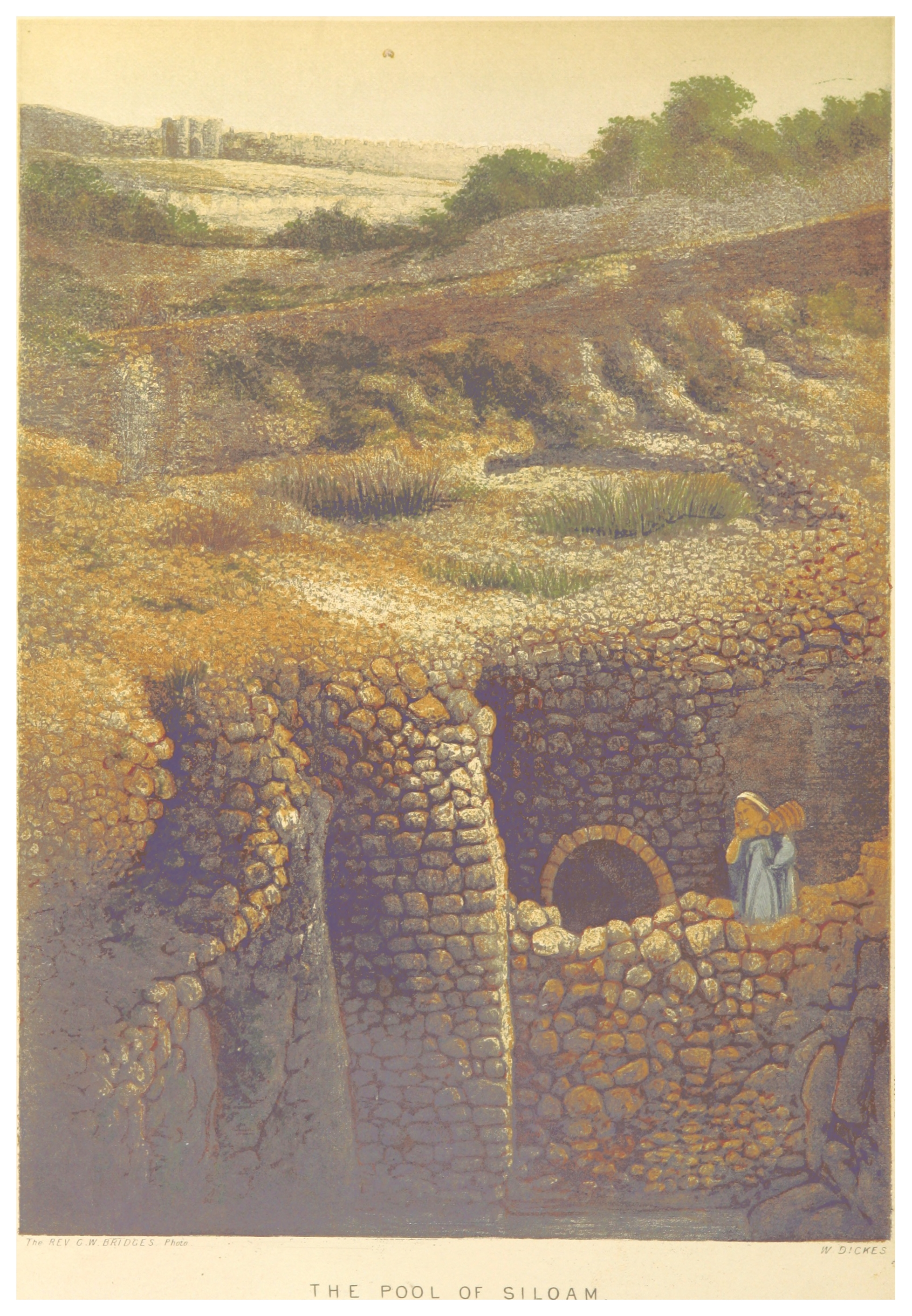
1865照片

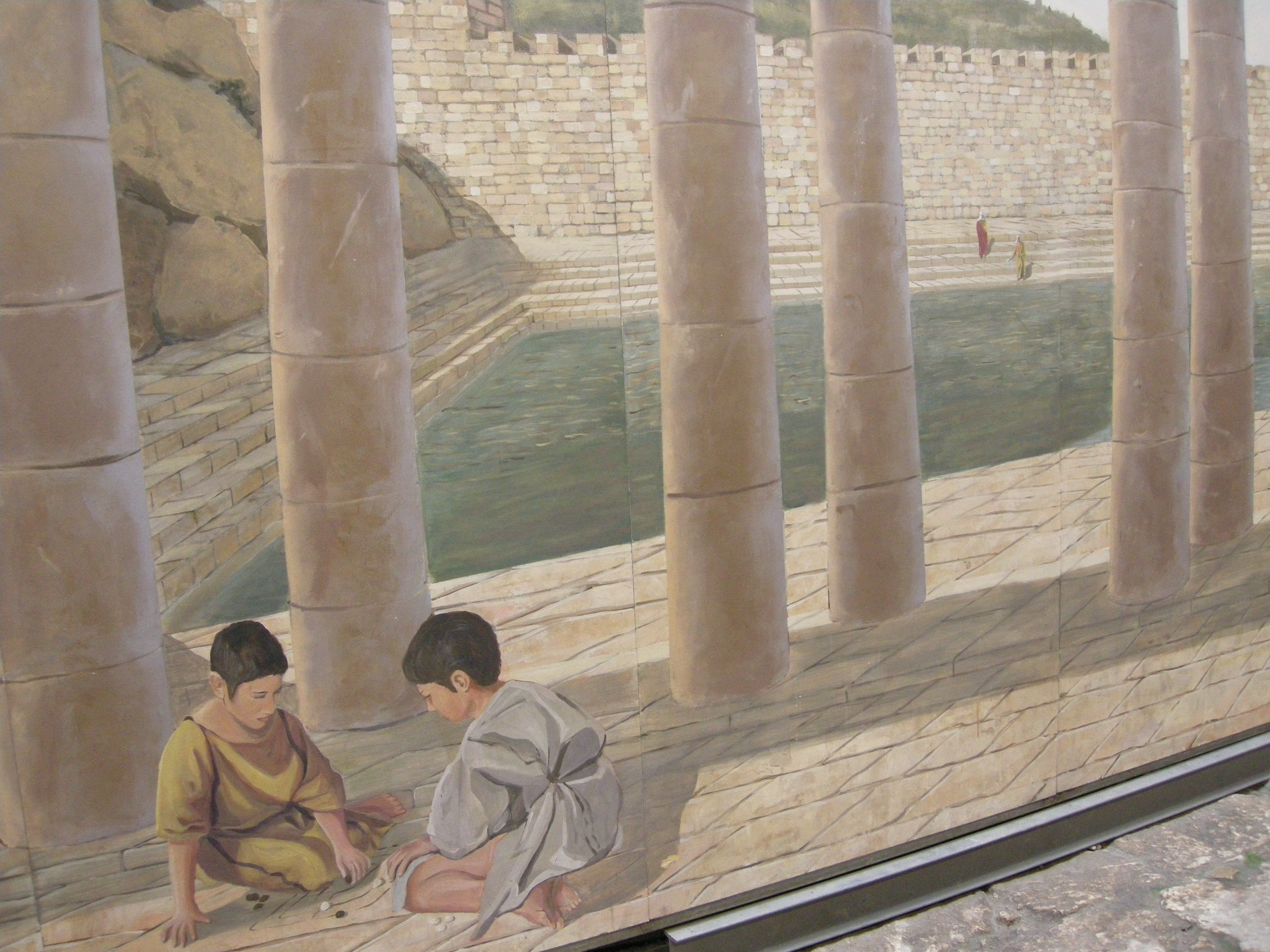

西罗亚池 （希伯來語：‎, Breikhat Hashiloah）是耶路撒冷大卫城遗址的一个水池，位于耶路撒冷老城城墙外东南。池水源自于基训泉，经由两个高架渠输送水源。

## 历史

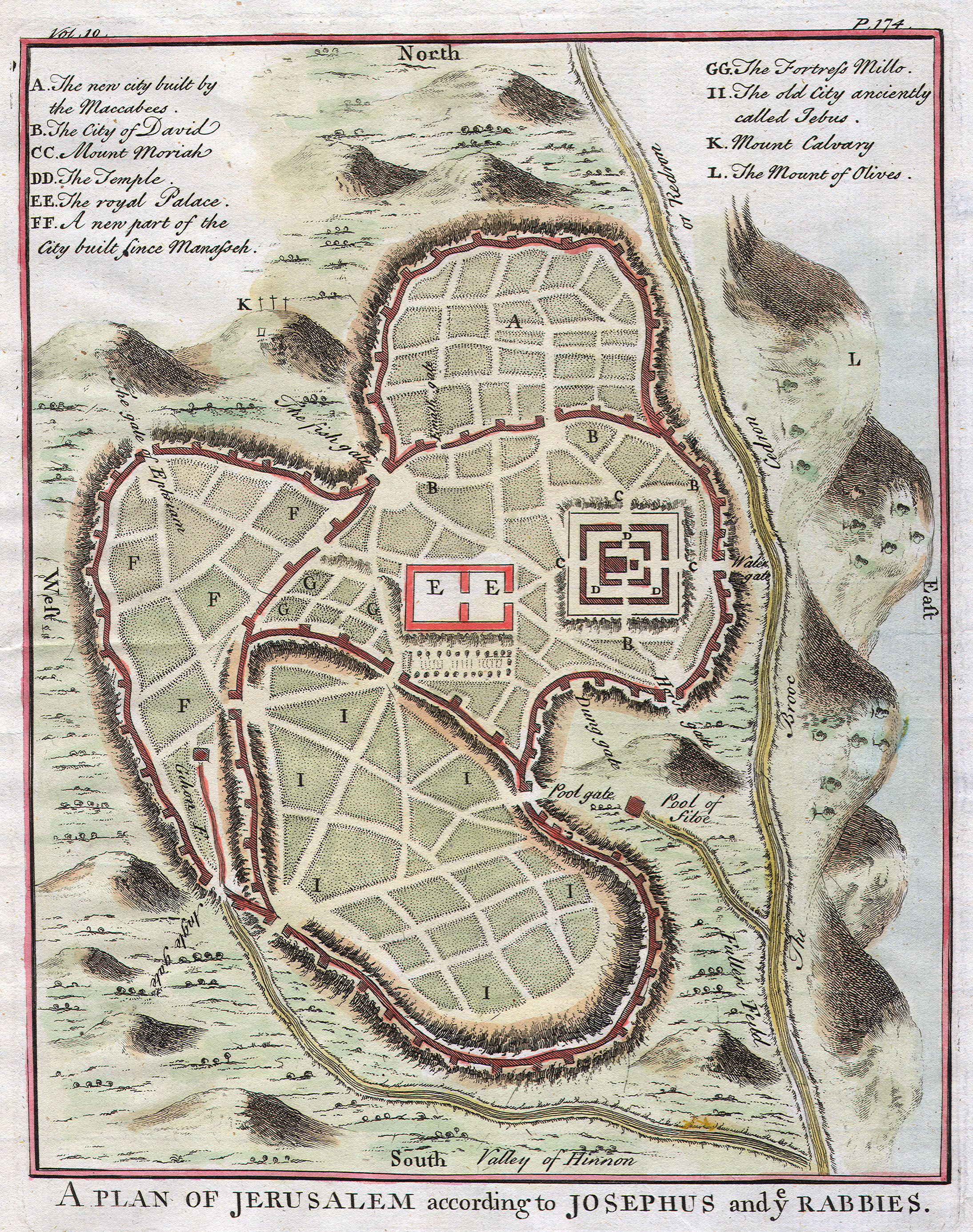
1730年耶路撒冷地图，西罗亚池在右侧

圣经中多次提到西罗亚池。以赛亚书 8:6提到池水，而以赛亚书 22:9提到西罗亚隧道的建设。
对于基督徒，西罗亚池有额外的特殊意义：这里是在约翰福音中提及，耶稣治愈一个人生来瞎眼的男子的地点。
附近的一个水池一度被认为是西罗亚池。它于公元5世纪进行大幅改造，据说是在拜占庭皇后欧多西亚的授意下建成。该池已经接近废弃，部分保存到今天，周围环绕高高的石墙（除了希西家隧道的拱形入口，在19世纪重新发现）。
自从公元70年犹太人反抗罗马大起义后，第二圣殿被毁，西罗亚池被覆盖。在水池附近发现的许多硬币，全都追溯到大起义的日子。最后的硬币是在69年。在此以后的许多年间，冬雨从锡安山的山坡冲刷下来，西罗亚池充满了淤泥层（有的地方厚达4米）直到被完全覆盖。
2004年秋，大卫城基金会和以色列文物管理局的考古学家Eli Shukron在附近挖掘，发现了台阶，很可能属于第二圣殿时期池子的一部分，成果于2005年8月9日正式公布，并获得了大量的国际媒体的关注。 该池距离从前被认为是西罗亚池的拜占庭时期重建的池子不到70码。
下池不完全是矩形，而是略呈梯形。该池的一部分仍未发掘，因为它上面的土地属于附近的希腊正教会，被称为王园（尼希米记 3:15）。